# Pedro Joaquín Chamorro Cardenal
Pour les articles homonymes, voir Chamorro (homonymie) et Cardenal.
Pedro Joaquín Chamorro Cardenal, né le 23 septembre 1924 à Granada et mort assassiné le 10 janvier 1978 à Managua, est un journaliste et éditeur nicaraguayen, membre de la famille conservatrice Chamorro. Il était le directeur du journal La Prensa, principale voix de l'opposition au régime des Somoza. Son assassinat par des inconnus en 1978 est un élément déclencheur de la révolution qui défit Anastasio Somoza Debayle. Sa veuve Violeta Barrios de Chamorro est devenue présidente en 1990.

## Biographie
Il est le fils de Pedro Joaquín Chamorro Zelaya et de son épouse Margarita. Son père dirigeait un journal à Managua, La Prensa.

### Formation
Pedro Joaquín étudie dans l'Institut pédagogique des frères des écoles chrétiennes. Il fait ensuite des études de droit à l'université centrale de Managua et les continue à l'université nationale autonome du Mexique (UNAM) jusqu'en 1948.
À son retour au Nicaragua, il fonde, avec Ernesto Cardenal, Reinaldo Antonio Téfel, Rafael Córdova Rivas, Arturo Cruz et Emilio Álvarez Montalván, la UNAP (Union nationale d'action populaire) contre le dictateur Anastasio Somoza García.
Il devient également sous-directeur du journal de son père, jusqu’à la mort de ce dernier en 1952. Il assume alors la charge de directeur du quotidien.

### Mariage avec Violeta Barrios Torres
En 1949, lors de vacances dans le département de Rivas, dans la propriété de Carlos Barrios Sacasa et Amalia Torres Hurtado, le jeune homme alors âgé de 25 ans fait la connaissance de leur fille, Violeta Barrios Torres ; ils se marient le 8 décembre 1950 à l'église paroissiale de Rivas.
Ils ont quatre enfants : Claudia, écrivaine et peintre, Carlos, Pedro et Cristiana, tous les trois journalistes et ayant assumé différents rôles politiques.